# Miroslava da Bulgária

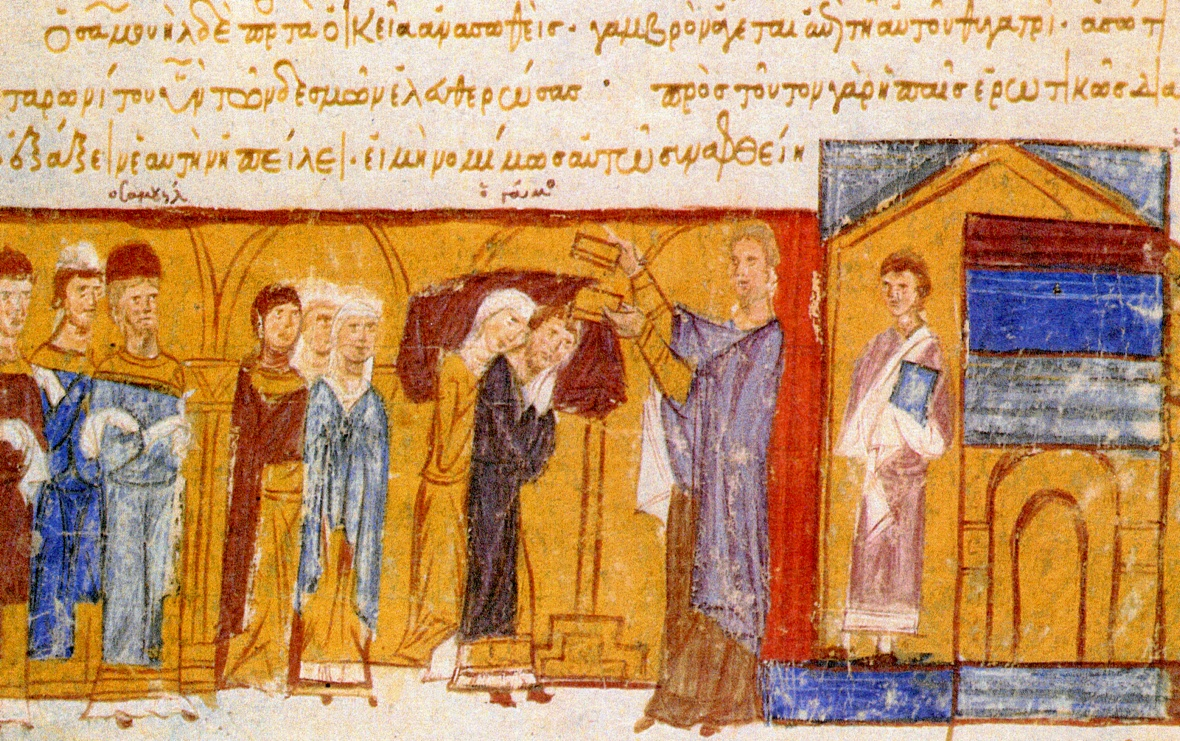
Casamento de Asócio Taronita, o futuro governador de Dirráquio, com Miroslava

Miroslava (em búlgaro:  Мирослава) era uma das filhas do czar Samuel da Bulgária com sua esposa Ágata. A princesa Miroslava se apaixonou pelo nobre bizantino Asócio Taronita, um armênio que era prisioneiro de seu pai. Ela ameaçou se matar se Samuel não lhe permitisse casar com ele e seu pedido foi atendido. Asócio foi então nomeado governador de Dirráquio.
Posteriormente, Asócio contatou os poderosos bizantinos locais, inclusive o influente João Crisélio, sogro de Samuel. Ele e Miroslava embarcaram num navio bizantino que ameaçava a cidade e fugiram para Constantinopla. Lá, o imperador Basílio II Bulgaróctono (r. 976–1025) concedeu a Asócio o título de patrício e a Miroslava, o de zoste patrícia (dama de companhia).